# Bayer Wuppertal (volley-ball masculin)
Le Bayer Wuppertal est un club omnisports allemand fondé en 1952 et basé à Wuppertal. Cet article ne traite que de la section volley-ball.

## Historique
- La section volley-ball a été fondée en 1964.

## Palmarès
- Championnat d'Allemagne : 1994, 1997
- Coupe d'Allemagne : 1995

## Effectif de la saison en cours
Entraîneur : Jens Larsen  Danemark ; entraîneur-adjoint : Reinhard Wiesner  Allemagne
| Numéro | Nom               | Taille | Nationalité |
| ------ | ----------------- | ------ | ----------- |
| 1      | Markus NITSCHE    | 1,99   | Allemagne   |
| 2      | Dirk GRÜBLER      | 2,06   | Allemagne   |
| 3      | Florian WILHELM   | 1,91   | Allemagne   |
| 6      | Lars DINGLINGER   | 2,01   | Allemagne   |
| 7      | Gergely CHOWANSKI | 1,91   | Allemagne   |
| 8      | Chris WOLFENDEN   | 1,95   | Canada      |
| 9      | Andreas EICHHORN  | 2,03   | Allemagne   |
| 10     | Artus AUGUSTYN    | 1,97   | Pologne     |
| 11     | Huib DEN BOER     | 1,92   | Pays-Bas    |
| 13     | Peter LYCK        | 1,98   | Danemark    |
| 15     | Mads DITLEVSEN    | 1,98   | Danemark    |
| 16     | David KAMPA       | 1,91   | Allemagne   |